# 森田哲矢
森田 哲矢（もりた てつや、1981年〈昭和56年〉8月23日 - ）は、日本のお笑いタレント、歌手、YouTuber、司会者、実業家、俳優。お笑いコンビ・さらば青春の光のツッコミ、ボケ担当。大阪府堺市北区金岡町出身。東京都品川区五反田在住。大阪府立東百舌鳥高等学校卒（一留）。身長164㎝。血液型B型。本名同じ。株式会社ザ・森東 代表取締役社長。モルック日本代表。日本モルック協会公認モルックアンバサダー。

## 来歴
- 物心ついた頃からお笑い好きで、『加トちゃんケンちゃん』や志村けんのブームを経て[4]、小学生時代には『天才・たけしの元気が出るテレビ!!』の高田純次にハマり、授業参観の発表会でコントを書いて披露したこともあった[5]。現在も続く”楽して稼ぎたい”という価値観を植えつけたのは高田純次だという[6]。思春期にはダウンタウンを知り、特に大きな影響を受けた[7]。松本人志の影響により学生時代から「誰がおもろい」「誰がおもんない」という価値観があった[8]。
- 高校生活は充実し、高校2年生の時に出席日数は足りていたが、成績不振で留年 [9]。2回目の高校2年生のときは、 ドストエフスキーの『罪と罰』を読み、変人演出をしていた。森田の代はおよそ20人留年し無事卒業したのは森田と森田と仲の良かった友人だけだった。 19歳で高校卒業。実家の団地を追い出され、借金200万円を作りそれを返し切るまでの5年、鬱屈とした自堕落な生活を送っていた。野狐禅のとある歌詞に感化され、鬱屈した状況から自分が億稼ぐ方法としてお笑い芸人を目指し始める[5][10]。アルバイトの掛け持ちで月40万円を稼いで1、2年で借金を完済[11]。手元に残った20万円で松竹芸能のタレント養成所に入所する。作家の学校も考えたという。芸人を志した理由は一人で完結してあまり人に怒られない形態がいいなと思ったため。また、芸人をやっていなかったら、トラックの運転手をやっていたという[11]。
- 2006年4月、松竹の養成所に入学。入学してからは週に1回のネタ見せのため新ネタを作る日々で、周りより遅れを取り、8月、9月になってライブに出られるようになった[4]。松竹を選んだ理由は、「大阪のお笑いの芸能事務所といえば吉本と松竹で、憧れの松本人志のいる大所帯の吉本よりも松竹の方が一気にごぼう抜きで先輩を追い抜いて売れることができる」と考えたからである[4]。
- 2006年6月から2008年6月までは「カサブランカ」という漫才コンビで活動しており、「腹筋を盗まれた男」などの持ちネタがあった。当時の森田は周りとワイワイとせず、ダウンタウンの影響を受けた漫才をしており、黒いTシャツにジーパンの衣装で斜め下を向きながらボケる芸風だった。東ブクロによると、頭ひとつ抜けて面白く養成所では面白いと言われていたが劇場ではウケていなかったという[12]。当時の相方はその後地元の静岡に戻り、税理士を目指しているという[13]。
- 2008年8月、東口宜隆（現：東ブクロ）とさらば青春の光を結成。
- 2016年、同じ松竹芸能にかつて所属していたお笑いコンビ「荒波部屋」のヤマネヒロマサをマネージャーとして迎える。
- 2019年からフィンランドのスポーツである「モルック」を始めた。
- 2019年1月21日、初の著書『メンタル童貞ロックンロール』（KADOKAWA）を発売。
- 2019年4月20日、『IPPONグランプリ』（フジテレビ）に初出場。
- 2020年4月7日、『ロンドンハーツ』（テレビ朝日）に出演した際に、有吉弘行が独特な口元から「排水口」と命名した。
- 2021年1月18日、『つぶし合いクイズ!悪意の矢』（日本テレビ）に出演し、優勝。賞金100万円獲得[14]。
- 2021年12月13日、『女芸人No.1決定戦 THE W』（日本テレビ）において、フワちゃん、佐々木久美（日向坂46）と共に大会サポーターを務めた[15]。
- テレビ、ラジオ合わせて18本のレギュラーを持ち、2022年は272本のテレビ番組に出演。『お笑いアカデミー賞2022』（TBS）「最優秀多忙賞」にノミネートされ[16]、番組内で数年中に年収1億円超えの野望を明かした[17]。
- 2023年1月14日、日本クラウンより、大阪時代の同級生によるバンド「チュロス」の楽曲「Take it easy」が森田による歌唱で配信およびカセットテープ（同年2月5日まで限定）で販売された[18][19]。ただし、歌詞については元メンバーが恥ずかしがったことと森田自身当時の記憶がうろ覚えであったなどの理由によりプロの作詞家の協力を仰いで森田と共同で執筆された。

## 人物
- 1日に2箱以上タバコを吸うヘビースモーカーでメビウス ライトを愛煙[20]。ゴシップ好き[21]。下戸でありどうしても酒を飲まなければならない場合は極度に水で薄めた梅酒を飲む。猫好きで実家でも猫を飼っており[22]、事務所で猫を飼うことを提案した（ザ・森東も参照）。
- 25歳で芸人デビューしたため、年下の先輩が多い。
- 東ブクロは森田のことを好きな理由に出っ歯でネタにストイックなところを挙げている[23]。
- 岩崎う大（かもめんたる）曰く「下品な印象があるが、性根は綺麗」[21]。また、仲の良い屋敷裕政（ニューヨーク）によると、森田は「逆カッコつけ」と形容される、安易に「(芸人の感動エピソードみたいな形で)かっこいい、エモい」と思われる事を嫌い、敢えてダサい生き方をしていると評されている[24]。
- 漫才、コント、平場、企画力、事務所運営の商才などオールラウンドに長け、『ロンドンハーツ』（テレビ朝日系、2021年1月19日放送）の芸人仲間が選ぶ「将来、大物になっていそうな芸人」の第1位になるなど芸人としての腕を高く評価されている[25]。加えて、東ブクロの不祥事や事務所の移籍により一度は”干された”とも言えるほどの窮地の中、個人事務所を立ち上げ・運営し、地道にライブを重ね、『キングオブコント』『M-1グランプリ』ともに決勝に進出するなど高いバイタリティーを持ち、初対面で2、30分程一緒に仕事・取材を受けたお笑いライターと半年後に再会し相手のフルネームを覚えているなど芸人として真摯に活動している。加えて、不祥事を繰り返す東ブクロに怒り呆れ果てる反面、開き直る形で東ブクロのありもしない「薬物使用疑惑」「不倫疑惑」を逆に週刊誌に匂わせ、ガセネタを掴ませようとする過程をYouTube動画やラジオのネタにするなどの性格の悪い一面も見せている[26]。
- 好きな映画は『岸和田少年愚連隊』や『パッチギ!』などの井筒映画、『湯を沸かすほどの熱い愛』[27]。好きな音楽はTHE BLUE HEARTSやザ・クロマニヨンズ、最も好きなのはTHE HIGH-LOWS[28]。
- 実家は堺市内で「唐変木」（とうへんぼく）という名の蕎麦屋である[29][30]。
- プライベートではバイク川崎バイク [5] や橋本直（銀シャリ）[31] と仲が良いほか、同期にあたる石井輝明（元コマンダンテ）、盛山晋太郎（見取り図）や後輩の屋敷裕政（ニューヨーク）[32]、賞レースで知り合ったしずるやかもめんたる、たかし（トレンディエンジェル）と親交がある[27]。しずるは、フリー転身後の全く仕事がなかった時期に最初にライブに呼んでくれた恩人でもある[33]。東ブクロの元相方のカズレーザーとは先輩後輩の関係が曖昧かつお互い敬語で「微妙な関係」のため「社長」と呼ばれる[27]。
- ファッションはアメリカンカジュアルを好みチャンピオンやコンバースをこよなく愛している。スウェットやスニーカーをコレクションしており、好きが高じてチャンピオンのパーカーを忠実に再現したものをコンビの公式グッズとして制作販売した程のマニアである。かねてより古着好きを公言していたところ、雑誌「Pen」から生まれ、YouTubeで公開されているネットドラマ『東京古着日和』が元となった、映画『大阪古着日和』（2022年秋公開予定）に主演として出演が決定した[34]。
- 『キングオブコント2012』、ファイナリストには前もってネタ時間4分を過ぎたら強制的にネタが終了されるというアナウンスがされていた[35]。滞りなく進む番組の裏で、ファイナリストの一人だった森田は、専属の作家にファーストステージの全組のネタ尺を計らせ、実際にタイムオーバーでの強制終了はあるのかを確認していた。結果はネタ時間を過ぎても強制的に終了されないことが分かり、ネタ時間を気にせず焦ることなくネタができることを同じくネタ尺の長いファイナリストの岩崎う大（かもめんたる）に興奮気味に伝えた[注 1]。この出来事に対し、う大は、森田の勝利への貪欲さ、重要な情報をさらっと教えてくれる性根の綺麗さに感動すら覚えたという[21]。

## モルック
- 森田はかねてより自分が無趣味であることを気にしていたが、『お願い!ランキング』の「ネタサンド」（2019年2月21日放送）出演時に[36]、サンドウィッチマンに相談したところ、以前『ぼんやり～ぬTV』で体験して面白かったからという理由で[37]、富澤たけしから、フィンランドのスポーツ「モルック」を勧められた。
- その後、日本モルック協会に連絡を取り、芸人仲間のみなみかわ（当時ピーマンズスタンダード）とカナイ（当時タイーク〈金井貴史名義〉）と共にチーム「キングオブモルック」を結成して東京での練習会に参加した。そのわずか1時間後に東京大会に出場し、短い練習時間での初挑戦にもかかわらず、日本代表の座を獲得するほどの才能を見せた[38][39]。この年フランスで行われる世界大会への参加費用はクラウドファンディングで募り、目標を超える金額が集まった[40]。
- 2019年8月17・18日に行われた世界大会では、世界14か国から175チーム（約1,000人）が集まる中、チーム戦では1次予選を通過。2次予選は地元フランスの2チームと最強国のフィンランドが同じグループとなる過酷な状況にもかかわらず2位タイまでもつれ込む健闘を見せたが、「モルックアウト対決」（プレーオフ）で敗れ敗退した。国別対抗戦には金井が代表3名に選ばれ、ベスト8入り[41][42][43][44]、個人戦にはみなみかわと森田が出場、それぞれ準々決勝で敗退し、日本最高位となるベスト27入り（280人中）を果たした[45]。

## 賞レース戦歴
2017年
- R-1ぐらんぷり2017 準々決勝進出

2018年
- R-1ぐらんぷり2018 準々決勝進出（仕事上の都合により出場辞退）

2022年
- ザ・イエモネア 4人抜き（チャレンジ失敗）

## 出演

### テレビ
現在のレギュラー番組
- ラヴィット!（2021年9月1日 - 、TBS）- 不定期出演[注 2]
- ネコいぬワイドショー（2021年12月19日・2022年5月22日・10月13日 - 、BS朝日） - ネココメンテーター[46]
- 最強LINEグループ旅（2024年10月12日 - 、フジテレビ） - MC[47]

特別番組
- 森田と犬 SP（2021年12月26日、静岡朝日テレビ）
- 「ものまね」と「裏ワザ」と森田（2021年12月28日、テレビ東京）
- 日経スペシャル「コラボの泉」（2021年12月28日、テレビ大阪ほか[注 3]）[48]
- 女芸人No.1決定戦THE W 2023（2023年12月9日、日本テレビ）
- ハイツ東五反田201（2023年12月10日、日本テレビ）
- 2023 FNS歌謡祭 第2夜（2023年12月13日、フジテレビ）[49]
- 笑って拾って！ごみ散歩（2023年12月23日、テレビ朝日）
- クリエイタードラゴン（2023年12月25日 - 27日、日本テレビ） - MC
- 暗闇チャレンジ★ミッション・イン・ザ・ダーク（2024年2月5日、TBS） - MC
- あのとき告っていたらどうなった？（2024年2月13日、日本テレビ）
- 酒が抜けたあと・・（2024年8月18日、毎日放送） - MC
- 金のひらめき～あなたならどうする～（2024年8月12日・19日、テレビ東京） - MC
- みんなが知ってる！アレが生まれた超発想（2024年8月17日、テレビ大阪） - MC
- 答えは全て芸能人（2024年8月24日、フジテレビ） - MC
- もしもの台本（2024年8月31日、フジテレビ） - MC
- the ワールド・バイヤー対決旅（2024年9月9日、テレビ東京） - MC
- 勝手に推定！フェルミ団（2024年10月17日、日本テレビ） - MC
- ディープファミリー（2024年10月21日、フジテレビ） - サブMC
- アナザースカイ（2024年11月30日、日本テレビ）
- 女芸人No.1決定戦THE W 2024（2024年12月10日、日本テレビ） - 審査員
- フジ芸人ロックフェスティバル（2023年12月13日、2024年12月25日、フジテレビ）
- ハリコミマネー～そのお金、何に使うんですか?～（2025年1月7日、関西テレビ） - MC

過去のレギュラー番組
- 親不孝通りのドブ恋2（2020年9月23日 - 10月14日、テレビ西日本） - ナビゲーター
- 会心の1ゲー（2020年10月9日 - 2021年9月30日、テレビ朝日）
- 森田と犬（2021年4月27日 - 4月30日、静岡朝日テレビ）
- キングオブモルックのモルック大作戦!!（2021年7月9日 - 2022年10月27日、TOKYO MX） - キングオブモルックのキャプテン[50]
- さらば×見取り図 お願い！ゲーム予備校（2021年10月4日 - 2022年3月21日、テレビ朝日）
- マッドマックスTV（2021年10月 - 2023年9月、ABEMA・テレビ朝日） - MC[51]
- えなこ×さらば森田の猫しか勝たん（2021年10月6日 - 2022年3月15日、テレビ大阪、テレビ大阪YouTubeチャンネル）
- リフォーマーズの杖（2021年10月17日 - 2023年2月27日、NHK Eテレ） - リフォーマーズ（だらしない芸人群） 本人役[注 4][52]
- ちょいバラ さらば森田の裏ニッポン極秘会議（2022年1月15日[注 5] - 3月27日〈26日深夜〉[53]、ABC） - MC[54]
- 見取り図じゃん（2022年4月5日 - 、テレビ朝日） - 初回のみレギュラー
- 遊戯配信（2022年4月6日 - 2023年3月29日、TOKYO MX）
- Z STUDIO ひまつぶ荘（2022年4月22日 - 2023年3月24日、日本テレビ） - MC[55]
- BUTSYYOKU LAB.（日本テレビ）- MC
- あの界隈を恋愛ドラマにしたら…不覚にもキュンときた（2022年7月30日- 12月24日、中京テレビ）  - MC[56]
- 答えが賞金です（2023年1月11日 - 2月15日、フジテレビ）- MC
- 〜なぜここにいるの?〜ごみ物語（2023年4月7日 - 2024年3月29日、テレビ朝日）
- 下戸酒場（2023年10月23日、2024年1月2日、テレビ東京）
- 貴女のそばの妖怪ちゃん（2024年5月8日 - 2024年5月29日、テレビ朝日） - MC
- モルブラ！～モルック街ブラバラエティ～（2024年、フジテレビ、FODオリジナル）
- モルブラ！～モルック街ブラバラエティ～ シーズン2（2024年、フジテレビ、FODオリジナル）
- オールナイトフジコ（2023年4月15日 - 2025年3月22日、フジテレビ）  - MC
- ゼロイチファミリアは褒められたい（2021年10月28日 - 2024年9月17日、毎日放送） - MC[57]
- 私のバカせまい史（2023年4月20日 - 2025年3月20日、フジテレビ） - 準レギュラー

### ウェブ番組
現在のレギュラー番組
- 代官山メロンプラス（2022年6月10日- 、YouTube「代官山メロン」ヘブンTV） - MC
- HIPHOP MAGAZINE -THE HOPE-（ABEMA） - MC
- デスキスゲーム（2025年9月9日配信予定、Netflix）[58]

過去のレギュラー番組
- さらば青春の光・森田哲矢のSODとエロビデオをつくろう（2021年、U-NEXT）全5回
- さらば青春の光 森田哲矢 制作総指揮『劇場版 ペンション殺人事件』（2021年10月7日、U-NEXT）探偵・森田役
- そそるクンTV（2020年11月6日 - 2021年1月29日、TSUTAYA TV）全12回[59]
- カチコチTV（2020年12月18日 - 2025年6月20日、FANZA TV）
- 褒めゴロ試合 （2023年1月14日- 、TVer） - MC
- ビジネスワンダーTV（YouTube） - MC
- ロンドンハーツ 究極恋愛シミュレーション ラブマゲドン 全3回（2023年9月12日 - 26日、TELASA）[60]

### テレビドラマ
- 大阪環状線 ひと駅ごとのスマイル 第8話 （2018年1月28日、関西テレビ） - 警官・長岡役
- よくある勇者が現代に来ちゃったやーつ（2022年2月1日 - 3月1日、テレビ愛知） - 大魔王 役[61]
- コンビニ★ヒーローズ〜あなたのSOSいただきました!!〜 最終話（2022年12月14日）、関西テレビ 他） - 市長 役[62]
- まどか26歳、研修医やってます!（2025年1月14日 - 3月18日、TBS） - 橋口健太 役[63]

### 映画
- いつかの、玄関たちと、（2014年10月18日、アルゴ・ピクチャーズ） - 英語の先生 役
- blank13（2018年2月3日、クロックワークス） - 借金取り 役
- ウィーアーリトルゾンビーズ（2019年6月14日、日活）
- 大阪古着日和（2023年） - 森田哲矢（本人）役

### CM
テレビ
- ACジャパン「ありがとー。って、ええなぁ。」（2023 - 2024年度、大阪地域キャンペーン）

WEB
- タップル（2023年）- コラボ
- 森永乳業 マウントレーニア（2024年）

### オリジナルビデオ
- 放課後たち（2016年8月3日、アルバトロス） - 家庭教師 戸田 役

### MV
- BOYS AND MEN「頭の中のフィルム」（2019年）[64]
- ゲスの極み乙女「「丸」Best track」（2022年）
- 満パンスターのテーマ「さらば青春の光＆三四郎」（2023年）
- Take it Easy「チュロス」（2023年）
- フジコーズ「ウェーイTOKYO」（2023年）[65]

### コラム
- 煙だけでいい…… あとはオレが火を起こす!（2015年2月15日 - 2017年12月15日、Webダ・ヴィンチ）[66]
- 芸人が綴る初単独メモリーズ Vol.10（2020年10月22日、お笑いナタリー）[67]

### 舞台
- 舞台「AGASA」（2024年4月18日、EX THEATER ROPPONGI）[68]

## 脚本
- パパ、はじめました（2019年9月2日 - 11月19日、BS日テレ）[69]
- 猪又進と8人の喪女〜私の初めてもらってください〜（2019年10月25日 - 12月13日、関西テレビ）- 脚本監修＆主演[70]
- CONTELLING 第1回公演「とりあえずウーロン茶」（2019年12月14日・15日、よみうり大手町ホール）- 朗読劇[71]
- 四月一日さん家と（2020年4月6日 - 6月22日、テレビ東京）- 第五話脚本 [72]
- CONTELLING 第2回公演「親の奢りで」（2022年3月13日、舞浜アンフィシアター）- 朗読劇[73]

## 著書
- 森田哲矢『メンタル童貞ロックンロール』KADOKAWA、2019年1月21日。ISBN 978-4-040-69073-5。
- 『エロ本』ハチミツ二郎 責任編集、東京キララ社、2020年3月3日。ISBN 978-4-903-88351-9。 - 共著者多数、森田哲矢（さらば青春の光）が寄稿している